# Ernst Pilick

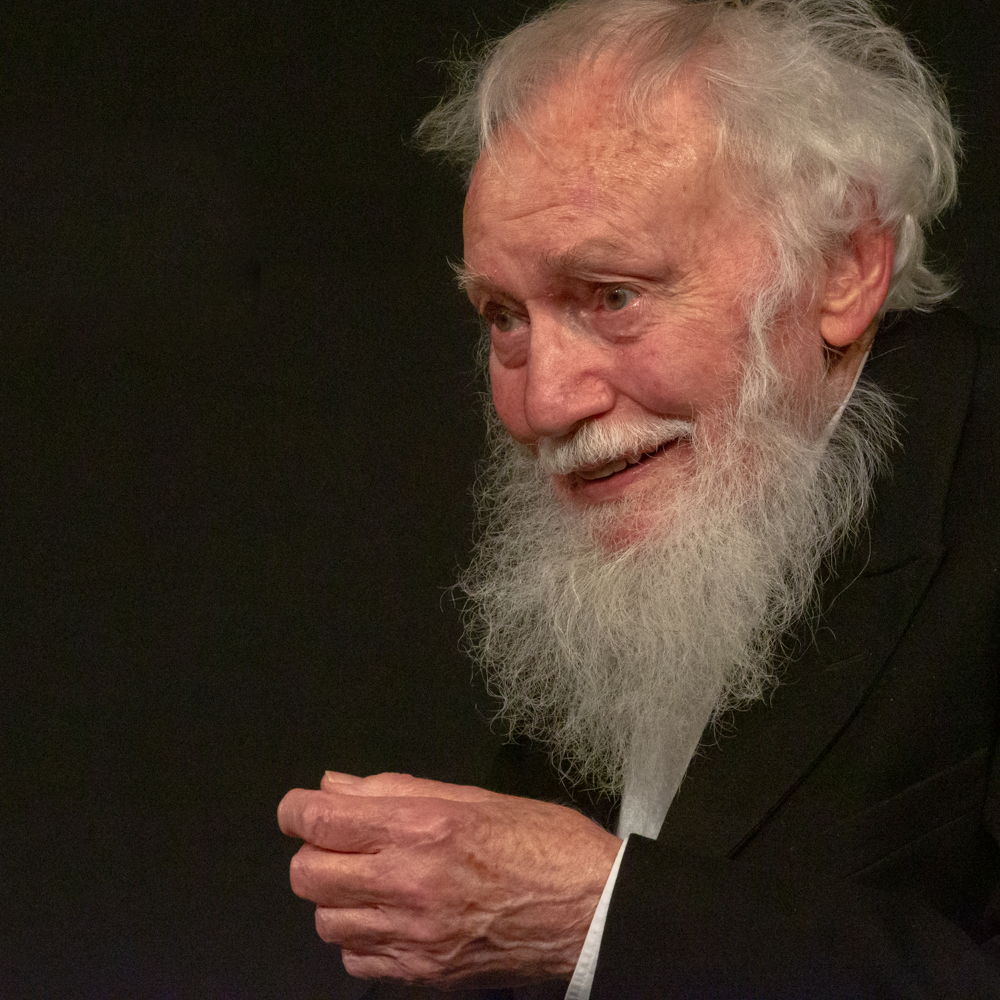
Im Heinrich-Heine-Club 2019

Ernst Pilick (* 25. Juli 1927 in Köln; † 9. Dezember 2024 in Oberderdingen) war ein deutscher Schauspieler und Rezitator.

## Werdegang
Ernst Pilick besuchte die Schauspielschule Karl Steinbach und bestand 1948 die Prüfung. Bereits in den Jahren 1946/47 spielte er regelmäßig im „Tazzelwurm“, dem ersten Kölner Varieté der Nachkriegszeit. Er spielte am Kölner Kammertheater unter Franz Goebels. Es folgten Engagements in Mainz, Koblenz und Trier. Seit 1962 war er freiberuflich tätig. Er hat über 20 Programme erarbeitet, in denen er u. a. aus den Werken von Wilhelm Busch, Fjodor Dostojewski (Der Großinquisitor), James Thurber, Heinrich Heine (z. B. Atta Troll), Heinrich Spoerl, Fred Endrikat, Christoph Martin Wieland, Joachim Ringelnatz, Christian Morgenstern, Eugen Roth, Eduard Mörike, Erich Kästner und Kurt Tucholsky rezitiert. Seit 2013 kamen eine Betrachtung über das Glück (Geflügelt ist das Glück und schwer zu finden), seit Juli 2015 über Theodor Heuss und seit 2018 ein Goethe-Vortrag sowie Ein Bericht für eine Akademie von Franz Kafka  hinzu. Mit über 90 Jahren war er nach wie vor auf Tournee mit alten und neuen Programmen wie Faust² 2019 zusammen mit Dr. Denise Roth, der Leiterin des Faust-Museums in Knittlingen. Seit September 2019 brachte er drei Einakter von Anton Pawlowitsch Tschechow auf die Bühne, seit 1995, wenn auch nun im Rollstuhl, einen zweistündigen Balladenabend. Pilick sprach alle seine Texte frei und ohne Manuskript.
Im Kölner Raum war er außerdem über fünfzig Jahre von 1949 bis 1999 bekannt durch seine Auftritte zusammen mit seinem Kollegen Friedrich Biesenbach mit seinen diversen selbstverfassten Rollenspielen Nikolaus und Knecht Ruprecht im Gürzenich, im Klarissenkloster Köln-Kalk, beim 1. FC Köln und auf dem Altermarkt. Dabei bescherte er unter anderem Joseph Kardinal Frings, Romy Schneider und Tina Turner. Diesen Auftritten widmete der WDR einen 45-minütigen Bericht im Deutschen Fernsehen.
Von 1959 bis 1965 wurde Ernst Pilick saisonal in der Passionszeit und im November als Rezitator bei Projektionsveranstaltungen der Düsseldorfer Lichtbildanstalt Carl Simon & Co. engagiert.
Von 1968 bis zu seinem Tod lebte er in der „Fauststadt“ Knittlingen und war als Mitglied und  zeitweise Vizepräsident der Internationalen Faust-Gesellschaft beim Fauststadtfest aktiv. 2004 wurde ihm von der Stadt Knittlingen für seine Verdienste die Bürgermedaille verliehen.
Ein weiterer Aspekt seiner Tätigkeiten war die Übersetzung der Texte Wilhelm Buschs in den Kölner Dialekt. Er war Mitglied der Wilhelm-Busch-Gesellschaft und der Kurt Tucholsky-Gesellschaft.

## Werke

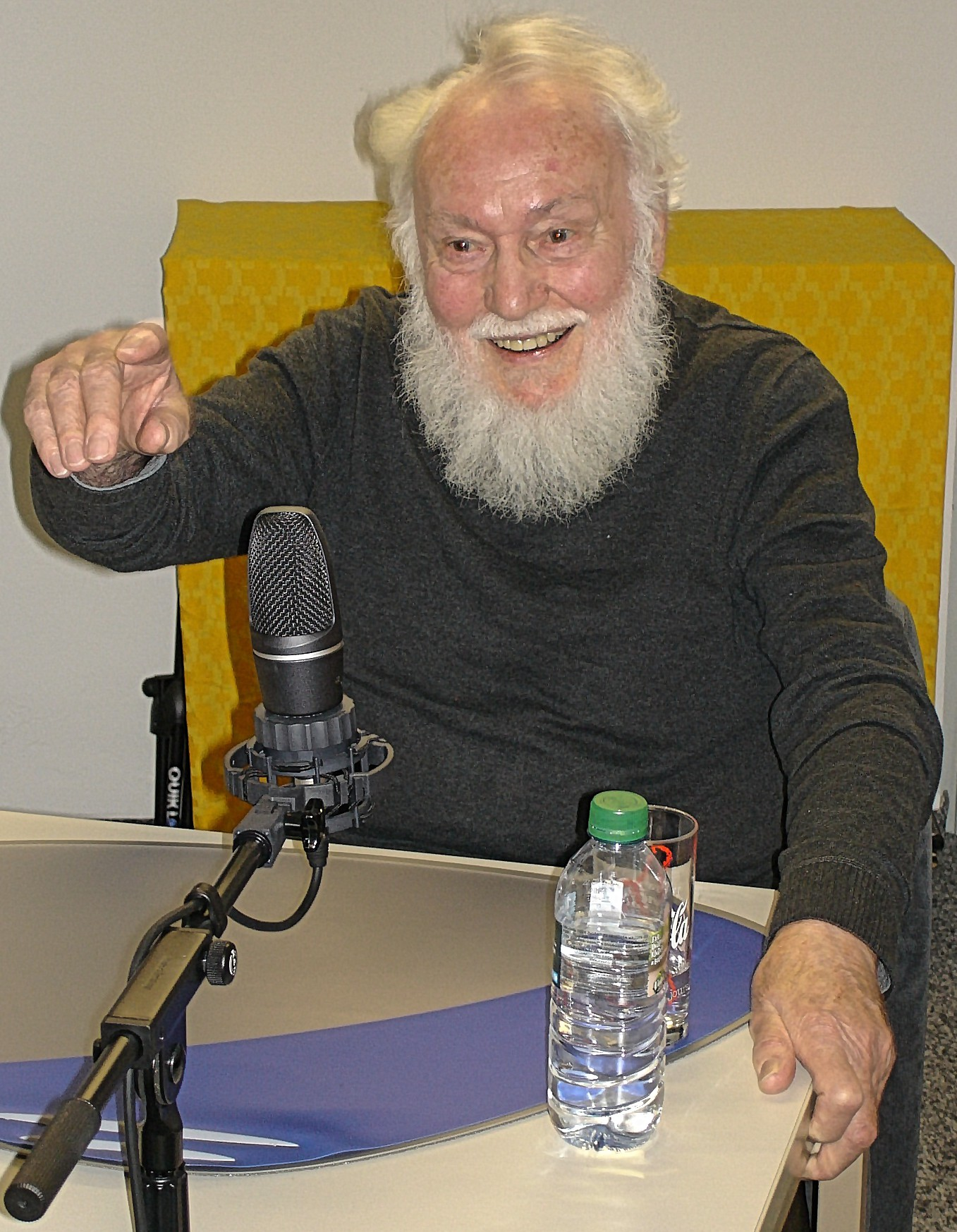
Pilick bei einer Rundfunkaufnahme 2016

- Plisch und Plum. In: Manfred Gerlach (Hrsg.): Wilhelm Busch – Plisch und Plum in deutschen Dialekten. dtv, München 1984, ISBN 3-423-10228-4.
- Flitsch un Flätsch. (Plisch und Plum übersetzt ins Kölsch). In: Manfred Gerlach (Hrsg.): Wilhelm Buschs Plisch und Plum in 40 deutschen Mundarten. Winter, Heidelberg 1999, ISBN 3-8253-0944-4.
- Max un Moritz op kölsch. In: Manfred Gerlach (Hrsg.): Wilhelm Busch – Max und Moritz. Eine Bubengeschichte in sieben Streichen. In deutschen Dialekten, Mittelhochdeutsch und Jiddisch. Helmut Buske Verlag, Hamburg 1982, ISBN 3-87118-522-1.
- Max un Moritz. Dat Verzällche vun dä Ströpp münkchesmooss op Kölsch nohverzällt vum Pilicks Ernst. In: Manfred Görlach (Hrsg.): Wilhelm Busch – Max und Moritz mundartgerecht. Deutscher Taschenbuch Verlag, 2007, ISBN 978-3-423-13623-5.

## Kritiken
„Faszinierende Vortragskunst: Ernst Pilick als Großinquisitor:
Pilick spielt und spricht mit unter die Haut gehender Tonlage, Mimik und Gestik, dabei mehrfach in feinen Abstufungen vom hochmütigen Duktus des Anklägers in weinerliche, rechthaberische Ergriffenheit wechselnd. Ein Glanzstück monologisch-szenischer Vortragskunst, erhellend und spannungsgeladen.“

„Wie ein großer Musiker die Noten seiner Soli niemals ‚vom Blatt’ spielt, galt für ihn absolute Textsicherheit in jeder Rolle als ein Muss. Er war und ist ein ebenso exzellenter Sprecher wie wandelbarer Darsteller, der seine Zuhörer auch als Zuschauer sofort in seinen Bann zu ziehen vermag. … Seine illustre Sprache und sein brillanter Wortschatz gewinnen durch wohldurchdachte Lautmalereien und diffizil gesteigerte Lautstärken an Glanz …“

„... in einer virtuosen Einmannschau hat Ernst Pilick auswendig, ohne Versprecher, ohne einmal auf ein Manuskript zu blicken, rezitiert.“